# الطرقة (قصة قصيرة)
الطرقة هي قصة خيال علمي قصيرة كتبها فريدريك براون بادئًا إياها بقصة قصيرة جدًا ترتكز على النص التالي الذي كتبه توماس بايلي ألدريش
وقد أوجز فريدريك براون هذا النص محولًا إياه إلى «قصة حركة عذبة وقصيرة جدًا لا يتجاوز طولها السطرين.» طرق أبواب القصة بهذين السطرين ثم مضى يبسطهما ويبني عليهما قصة أكثر اكتمالًا.

## ملخص القصة
إن السطرين الأولين في القصة هما في حد ذاتهما قصة